# Кужанов, Владимир Иванович
Владимир Иванович Кужанов (бел. Уладзімір Івановіч Кужанаў; 27 июня 1952, Красное Знамя, Буда-Кошелёвский район, Гомельская область, БССР, СССР) — белорусский военный деятель, депутат Палаты представителей Национального собрания Республики Беларусь III и IV созывов. Полковник.

## Биография
Родился 27 июня 1952 года в деревне Красное Знамя Буда-Кошелевского района Гомельской области БССР.
Окончил Белорусский институт инженеров железнодорожного транспорта по специальности «Инженер-механик», Минскую высшую партийную школу по специальности «Преподаватель общественных дисциплин», Институт национальной безопасности Республики Беларусь.
Трудовую деятельность начал слесарем Минского локомотивного депо. Служил в рядах Вооруженных Сил СССР. Работал в Комитете государственной безопасности Республики Беларусь и Службе безопасности Президента Республики Беларусь.
Со 2 декабря 1998 года по 20 января 1999 года исполнял обязанности начальника Службы безопасности Президента Республики Беларусь.
До избрания депутатом Палаты представителей Национального собрания Республики Беларусь являлся официальным представителем Комитета государственной безопасности Республики Беларусь при Службе безопасности Украины.
Являлся депутатом Палаты представителей Национального собрания Республики Беларусь третьего созыва, был членом Постоянной комиссии Палаты представителей по проблемам чернобыльской катастрофы, экологии и природопользованию.
Являлся депутатом Палаты представителей Национального собрания Республики Беларусь четвертого созыва, был заместителем председателя Постоянной комиссии Палаты представителей по международным делам и связям с СНГ.
C марта 2013 года по август 2014 года был заместителем председателя концерна «Беллегпром», курировал вопросы координации развития текстильной отрасли, внешнеэкономической деятельности и организации идеологической работы в отрасли.
Женат, имеет двух дочерей.

## Награды
- Почетная грамота Национального собрания Республики Беларусь.